# Damrong Rajanubhab
Damrong Rajanubhab (ur. 21 czerwca 1862, zm. 1 grudnia 1943) – tajski książę i polityk, historyk.

## Życiorys
Był synem Mongkuta, czwartego władcy z dynastii Chakri oraz bratem króla Chulalongkorna. Odebrał tradycyjne wykształcenie, przez kilka lat uczęszczał też do zorganizowanych wedle wzorców zachodnich szkół pałacowych. Wstąpił następnie w szeregi armii, służąc w jednym z regimentów dworskich. Jako osiemnastolatek mianowany został dowódcą macierzystej jednostki.
Szybko zdał sobie sprawę z niedostatków dotychczasowej formacji tajskich urzędników oraz innych przedstawicieli aparatu władzy. By temu zaradzić, w 1881 założył szkołę Suan Kulap. Zaangażował się następnie w reformę systemu edukacyjnego. Powierzono mu kierownictwo utworzonego w 1885 departamentu edukacji, w 1892 podniesionego do rangi ministerstwa. Stał za opracowaniem podręczników do edukacji podstawowej wprowadzonych do użytku w szkołach królestwa. W 1890 odwiedził carską Rosję jako emisariusz tajskiego dworu królewskiego.
Z uwagi na swoje ponadprzeciętne umiejętności przesunięty z nowo utworzonego ministerstwa edukacji do ministerstwa spraw wewnętrznych. Kierował tym ostatnim przez 23 lata. Przeprowadził na tym stanowisku głęboką reformę podziału administracyjnego kraju. Odesłany na polityczną emeryturę przez króla Vajiravudha, w 1915 poświęcił się badaniom naukowym. Wydawał teksty przynależące do tradycyjnej literatury tajskiej, dbał też o publikację istotnych tajskich źródeł historycznych. Był jednym z założycieli tak Biblioteki Narodowej, jak i Muzeum Narodowego.
Po rewolucji z 1932 udał się na emigrację. Pozostawił po sobie ogromny dorobek pisarski. Spod jego pióra wyszło przeszło tysiąc książek i artykułów o zróżnicowanej tematyce. Jego prace poświęcone historii i archeologii zyskały mu miano ojca tajskiej historiografii. Zmarł w stołecznym Bangkoku.